# HSB
HSB o Hyresgästernas sparkasse - och byggnadsförening es una asociación cooperativa radicada en Suecia, cuya finalidad es la de proporcionar alojamiento. El nombre de la organización podría ser traducido como La asociación de inquilinos, de ahorros y construcción. Los miembros de la Asociación son los clientes de HSB, es decir, individuos o grupos que han comprado algo a la HSB. Es decir, cualquier persona o entidad que compra algo a la HSB es automáticamente convertida en miembro de la misma.
La HSB es la dueña de uno de los edificios más altos de Suecia; el Turning Torso.